# Stefan Dembicki
Stefan Dembicki (* 15. Juli 1913 in Marten, Deutschland; † 23. September 1985), in Frankreich meist Stanis genannt, war ein polnischstämmiger französischer Fußballspieler, der während seiner gesamten Karriere als Profi (1936–1949) ausschließlich für Racing Lens gespielt hat.

## Karriere
Stefan Dembicki gehörte zu der großen Zahl polnischstämmiger Immigranten, deren Eltern in den 1920er Jahren aus dem Ruhrgebiet in das nordfranzösische Kohlebecken eingewandert waren. Wie die meisten männlichen Familienangehörigen arbeitete er schon früh in einem Bergwerk in Sallaumines, wo er nebenher beim örtlichen Amateurverein Fußball spielte. Er war bereits 23 Jahre alt, als ihn 1936 der Racing Club aus dem benachbarten Lens in seinen Spielerkreis holte. Schon in seiner ersten Zweitliga-Saison, an deren Ende die Mannschaft in die erste Division aufstieg, überzeugte der Mittelstürmer, harmonierte insbesondere mit Ladislas Smid, genannt Siklo, und seinen Nebenleuten Viktor Spechtl und Edmond Novicki prächtig, bestritt 31 der 32 Punktspiele und erzielte darin 22 Treffer, womit er fünftbester Schütze der Liga war. Auch in den folgenden beiden Spielzeiten schoss er jeweils eine zweistellige Zahl an Toren; er war zwar nur 1,72 m groß, aber von bulliger Statur, scheute keinen Zweikampf, erwies sich dabei als durchsetzungsfähig, effizient und zudem bei den Zuschauern beliebt. Racings damaliger Präsident bezeichnete Stefan Dembicki, der die französische Staatsangehörigkeit angenommen hatte, Anfang 1938 sogar als ein „Musterbeispiel für die sportlichen und gesellschaftlichen Tugenden der naturalisierten polnischen Immigranten“. Lens’ britischer Trainer Jack Galbraith pflegte ihn mit dem einfacher auszusprechenden Namen „Stanis“ anzureden; diesen behielt er während seiner gesamten Karriere, und so wird er bis ins 21. Jahrhundert auch in etlichen Druckwerken genannt. Dembicki arbeitete neben dem Sport weiterhin bei der Bergwerksgesellschaft von Lens-Liévin, die im Verein aufgrund ihrer finanziellen Unterstützung eine dominierende Stellung besaß und auch den Präsidenten stellte.
1939, kurz nach Ausbruch des Zweiten Weltkrieges, wurde er zur Armee eingezogen und geriet während des deutschen Einmarsches 1940 in Gefangenschaft. 1942 kam ihm zugute, dass sein Arbeitgeber ihn und eine Reihe anderer Bergleute mit dem Argument, diese seien für die kriegswichtige Kohleförderung unabkömmlich, nach Lens zurückholen konnte. Ab Herbst des Jahres spielte Dembicki auch wieder für Racing, und er hatte in der Gefangenschaft nichts von seiner Torgefährlichkeit eingebüßt. In der „Kriegsmeisterschaft“ 1942/43 wurde die Mannschaft mit großem Vorsprung Meister der Nordstaffel, und von ihren 98 Punktspieltreffern hatte „Stanis“ alleine 43 erzielt. Im Landespokal derselben Spielzeit stellte er zudem einen bis ins 21. Jahrhundert unübertroffenen Rekord auf: bei Racings 32:0-Sieg gegen die Amateure aus Auby-Asturies – ebenfalls eine „Kumpelelf“ – schoss er selbst 16 Tore. An dieses Spiel vom Dezember 1942 erinnerte „Stanis“ sich weit nach Kriegsende:

„Wir haben 90 Minuten lang nichts anderes getan als zu schießen. Sämtliche Stürmer hatten schon getroffen, außer Siklo. Am Ende haben wir uns darauf verlegt, ihm doch noch einen Torerfolg zu ermöglichen. Aber der beste Mann des Gegners, der Torwart, hatte etwas dagegen und verhinderte das mit etlichen gelungenen Paraden … [Siklo bekam anschließend allerdings auch seinen Anteil] an einer Prämie von 500 Francs pro Treffer, die eine Gruppe polnischer Sportfreunde ausgelobt hatte.“

In dieser Pokalsaison wurde Lens Gewinner des Teilwettbewerbs der „verbotenen Zone Frankreichs“ (Zone interdite) und scheiterte erst im Interzonenfinale an den Girondins AS du Port. Im folgenden Jahr ersetzte die Regierung des „freien Frankreich“ alle Profimannschaften durch „Bundesauswahlen“ (équipes fédéraux); Stefan Dembicki stürmte für die ÉF Lens-Artois, mit der er 1943/44 gesamtfranzösischer Meister – ein heutzutage allerdings nur inoffizieller Titel – wurde und sich mit diesmal 41 Treffern in 30 Begegnungen erneut an die Spitze der Torjägerliste gesetzt hatte. In der anschließenden, wieder von Vereinsmannschaften ausgetragenen, letzten Kriegsmeisterschaft belegte er mit Racing den zweiten Rang der Nordgruppe hinter dem FC Rouen. In der ersten, nun wieder offiziellen Spielzeit nach der Befreiung des Landes gelang „Stanis“, der immer noch bei der bald verstaatlichten Bergwerksgesellschaft (Houllières nationales du bassin minier du Nord et du Pas-de-Calais) arbeitete – wenn auch schon länger nicht mehr unter Tage –, mit 18 Punktspieltoren noch einmal eine vordere Platzierung (Rang 5) unter Frankreichs besten Erstligatorschützen. Am Ende der Saison 1946/47 stand allerdings Racings Abstieg in die zweite Liga.
Dennoch folgten für „Stanis“, der in seiner Karriere zwar wiederholt auch in der nordfranzösischen Auswahl, der Militär- und der B-Nationalmannschaft Verwendung fand, aber nie in die A-Nationalelf berufen wurde, noch zwei sportliche Höhepunkte. Im Landespokal 1947/48 schalteten die unterklassigen Lenser unter anderem drei Erstligisten (AS Saint-Étienne, Stade Rennes UC, Stade Français Paris) aus und trafen im Endspiel auf die Nachbarn vom OSC Lille. Dabei standen sich auf beiden Seiten insgesamt neun Söhne polnischer Bergleute gegenüber, was angesichts der Tatsache, dass sich wenige Wochen zuvor in Dembickis Heimatgemeinde Sallaumines ein schweres Grubenunglück mit 15 Todesopfern ereignet hatte, breite mediale Behandlung erfuhr. France Football beispielsweise schrieb doppeldeutig: „Die Elite des französischen Fußballs wächst im Schatten der Kohlehalden heran“. Im Endspiel egalisierte Stefan Dembicki zweimal Lilles Führungstreffer, aber kurz vor Schluss erzielte die gegnerische Mannschaft noch ein drittes Tor, das Lens zum Verlierer machte. Trotz dieses Rückschlags beendete Racing die folgende Saison, in der nach wie vor die „alte Garde“ in der Offensive den Ton angab, als Meister der Division 2 und stieg in die erste Liga auf.
Dies war der Zeitpunkt, zu dem Stefan Dembicki nach 13 Jahren bei Lens seine Spielerkarriere beendete; mit inzwischen 36 Jahren wollte er sich die höchste Spielklasse nicht mehr zumuten, obwohl er 1949 zum dritten Mal nach Kriegsende noch Racings bester Torschütze geworden war. Mindestens in den 1950ern betrieb er ein Bar-Tabac in der „Kumpelsiedlung“, die rund um „seine“ ehemalige Grube 4 herum lag; das Lokal war gleichzeitig Sitz der örtlichen Sektion der Anhängerorganisation von Racing (Supporteurs Club Lensois beziehungsweise kurz Sang-et-or nach den Vereinsfarben) und offizielle Vorverkaufsstelle für die Heimspiele im Stade Félix-Bollaert. Was später aus „Stanis“ geworden ist, wird in der verwendeten Literatur und auch auf seinem Datenblatt des Vereins (siehe unter Weblinks) nicht angegeben.

## Palmarès
- Französischer Meister: 1944 (inoffiziell, ebenso wie der Meistertitel in der Nordgruppe 1943)
- Meister der Division 2: 1937, 1949
- Französischer Pokalfinalist: 1948 (und im Interzonenendspiel 1943)
- Militär- und B-Nationalspieler